# Домбровський Станіслав Володимирович
Станіслав Володимирович Домбровський (раніше — Галяпов-Домбровський[джерело?]), більш відомий, як Стас Домбровський — актор, журналіст, блогер, поет і громадський діяч, автор різноманітних творчих проєктів, серед яких помітно виділився «Театр на Молдаванці», пропагандист боротьби зі СНІДом, ВІЛ-інфекцією та наркотичною залежністю.

## Життєпис
Народився Станіслав Домбровський в Ізмаїлі у родині творчих людей. У дитинстві він почав часто тікати з дому, через часті сварки батьків. З юнацтва почав вживати наркотики, отримав сім судимостей за крадіжки і розбої, одна із судимостей пов'язана із нанесенням тілесних ушкоджень співробітнику правоохоронних органів. Будучи щойно звільненим з місць позбавлення волі Станіслав майже одразу вчиняв нові злочини та був повторно судимим. При цьому Станіславу дивним чином вдавалось за деякі злочини бути звільненим від відбування покарання з випробуванням. Загалом в місцях позбавлення волі провів понад 11 років.
Після того, як Стас поборов наркозалежність, він вирішив змінити свій спосіб життя: видав збірку віршів і прози, почав зніматися в кіно, брати активну участь в громадських і політичних заходах в Одесі, вести блог, займатися журналістикою і створювати проєкти з популяризації творчості і для допомоги наркозалежним.
Невдовзі після того як Станіслав став на шлях виправлення, у 2016 році в соціальній мережі Facebook він самостійно та публічно зізнався в побитті власної дружини. Інцидент отримав резонанс, коли його прокоментувала співробітниця поліції. Через деякий час Стас Домбровський розлучився зі своєю дружиною і почав проживати з неповнолітньою на той момент Сонею Кулагіною. Зараз вони разом виховують сина. Від попередньої дружини у Стаса також є донька.
У 2017 році була закінчена картина українського продюсера Аліси Павловської «5 терапія», в основі якої лежать автобіографічні новели Стаса Домбровського, які, в основному, припадають на період його наркозалежності та перебування в місцях позбавлення волі. Головну роль у фільмі зіграв сам Стас.
Влітку 2020 роки проти Стаса Домбровського було порушено кримінальну справу по статті за злісне хуліганство. На думку самого Стаса і його оточення, причиною порушення кримінальної справи став систематичний тролінг діючої влади. В знак протесту, в залі суду, при обранні запобіжного заходу, Домбровський перерізав собі горло. Також осінню, відразу після звільнення, Домбровський подав свою кандидатуру на пост мера Одеси і був офіційно зареєстрований як кандидат.

## Діяльність
Стас Домбровський є активним учасником і організатором різноманітних громадських рухів, які відбуваються в Одесі, від творчих проєктів до скандальних акцій, коментує резонасні події міста, станом на сьогоднішній час неодноразово притягується до адміністративної відповідальності за порушення громадського порядку та публічну лайку із застосуванням нецензурної лексики.
Серед творчої діяльності Стаса можна виділити написання літературних творів. У 2017 році він видав свою збірку віршів і прози «13». Періодично Стас проводить акції, метою яких є звернення уваги на соціальні проблеми. Авторству Стаса належить проєкт «Театр на Молдаванці», Який об'єднав творчих одеситів.
Творчість Стаса викликає суперечливі відгуки слухачів через використання нецензурних висловів у творах. Хтось називає його талановитим поетом, хтось критикує.
Чимало часу приділяє Стас боротьбі з ВІЛ/СНІД захворюваністю, виступаючи перед різними авдиторіями і звертає увагу на дану проблематику. Ним був розроблений проєкт індивідуального підходу до лікування залежностей. У своїх інтерв'ю він порівнює залежність від творчості з наркотичною залежністю, про яку знає з власного досвіду.
Також має активну політичну позицію, яка полягає в критичних і різких висловлюваннях до міської влади і до політичних подій в Україні. Він також використовує творчість для демонстрації своїх політичних поглядів. Наприклад, він перетворювався в живі скульптури кілька років поспіль, через які простежується його ставлення до політичної ситуації в країні.

## П'ята терапія
Фільм «5 терапія» знімався з 2015 року по 2019 рік. Зйомки проходили виключно за рахунок добровільних пожертвувань. Ідея створення фільму належить самому Стасу Домбровському, який зіграв в ньому головну роль. Сценарій фільму заснований на реальних подіях, автобіографічних публікаціях Стаса Домбровського. У фільмі Стас грав сам себе, як і всі інші актори.
У сюжеті фільму розповідається, як в 17 років Стас дізнався, що хворий на ВІЛ і ця новина погіршила його стан. Він, будучи наркозалежним, став ще більше вживати наркотичні речовини і вести асоціальний спосіб життя.
Через те що неодноразово порушував закон, Стас опинився у в'язниці, маючи при цьому відразу декілька важких захворювань, таких як ВІЛ-інфекція, гепатит і туберкульоз. Пізніше Домбровського перевели в лікарню, і він опинився в палаті, що називається «П'ята терапія». Ця палата відома тим, що туди поміщають найважчих пацієнтів. Через стан здоров'я його звільнили з колонії на півтора року раніше.
На волі Домбровський зрозумів, що більше всього на світі він хоче просто жити. Його життя набуває нового сенсу коли він починає допомагати іншим. Це дає йому сили щоб почати все заново. Він рятує від наркозалежності дівчину, яку любить.
Слоган фільму: «Впасти на саме дно, щоб від нього відштовхнутися …».
Фільм «5 терапія» став переможцем конкурсу Work in Progres в рамках VII Одеського міжнародного кінофестивалю, а пізніше відзначений спеціальними призом Південно-Американської асоціації католиків на Міжнародному кінофестивалі у Мар-дель-Плата (Аргентина).
У вересні 2018 року Станіслав Домбровський був удостоєний вищої нагороди на кінофестивалі Seven Hills International Film Festival в Угорщині за акторську гру у фільмі «5 терапія».

## Судимості
10.03.1994 року Ленінським районним судом м Чернівці за ч. 3 ст.185 КК України (крадіжка що заподіяла велику шкоду) засуджений до 1 року 6 міс. позбавлення волі, звільнений по амністії.
04.10.1995 року Ленінським районним судом м Чернівці за ч. 2,3 ст.185 КК України (крадіжка вчинена повторно, яка заподіяла великої шкоди або вчинена групою осіб) засуджений до 3 років позбавлення волі.
18.06.1997 року Первомайським районним судом м. Чернівці за ч. 2 ст.186 КК України (грабіж) засуджений до 4 років 6 міс. позбавлення волі, звільнений по закінченню терміну відбування.
23.04.2002 року Ленінським районним судом м Чернівці за ч. 2 ст. 185 КК України (крадіжка вчинена повторно або групою осіб) засуджений до 2 років позбавлення волі, звільнений по закінченню терміну відбування покарання.
13.09.2004 року Первомайським районним судом м. Чернівці за ч. 2 ст. 190, ч. 1 ст. 187, ч. 1-2 ст. 345 КК України (шахрайство вчинене повторно або групою осіб, розбій поєднаний з насильством, умисне нанесення співробітникові правоохоронних органів тілесних ушкоджень) засуджений до 4 років позбавлення волі, звільнений 09.02.2007 року за ч. 2 ст. 84 КК України (в зв'язку з хворобою).
05.05.2009 року Євпаторійським міським судом АРК по ч. 2 ст. 190 КК України (шахрайство вчинене повторно або групою осіб) засуджений до 1 року 6 міс. позбавлення волі, звільнений 05.11.2010 року по закінченню терміну відбування покарання.
20.06.2011 року Євпаторійським міським судом АРК по ч. 2 ст. 187 КК України (розбій вчинений повторно поєднаний з насильством) засуджений до 7 років позбавлення волі, звільнений по закінченню терміну відбування покарання 20.06.2018 р.